# Loïc Perrin
Loïc Perrin (Saint-Étienne, 1985. augusztus 7. –) francia korosztályos válogatott labdarúgó.

## Sikerei, díjai
- Saint-Étienne
  - Francia ligakupagyőztes: 2012–13